# Hrabstwo Carson
Hrabstwo Carson – hrabstwo w USA, w północnej części stanu Teksas (region Panhandle). Utworzone w 1876 r. Według danych z 2023 liczy 5878 mieszkańców (w tym 82,3% to biali niebędący Latynosami). Siedzibą hrabstwa jest Panhandle. Inne miejscowości, to: Groom, Skellytown i White Deer. Jest częścią obszaru metropolitalnego Amarillo. 

## Gospodarka
Do największych pracodawców w hrabstwie należą placówki rządowe, rolnictwo, hodowla, przemysł naftowy, oraz wojskowa fabryka Pantex, związana z bronią jądrową. Ważną rolę w hrabstwie odgrywają uprawy bawełny, pszenicy, sorgo i kukurydzy.

## Sąsiednie hrabstwo
- Hrabstwo Hutchinson (północ)
- Hrabstwo Roberts (północny wschód)
- Hrabstwo Gray (wschód)
- Hrabstwo Donley (południowy wschód)
- Hrabstwo Armstrong (południe)
- Hrabstwo Randall (południowy zachód)
- Hrabstwo Potter (zachód)
- Hrabstwo Moore (północny zachód)

## Demografia
W latach 2000–2020 populacja hrabstwa skurczyła się o 10,9%. Według danych pięcioletnich z 2023 roku, mieszkańcy deklarują głównie pochodzenie niemieckie (16,2%), irlandzkie (12%), meksykańskie (7,2%), angielskie (6,8%) i „amerykańskie” (3,7%).